# Luan Madson Gedeão de Paiva
Luan Madson Gedeão de Paiva (São Miguel dos Campos, 11 d'agost de 1990), més conegut com a Luan, és un futbolista brasiler que juga com a davanter. Actualment juga a Atlético Mineiro. És l'ídol de l'afició Galo dels gols decisius, especialment a les grans competicions.